# Коржак Михайло Миколайович
Коржак Михайло Миколайович (псевдо«Сапер», «Шугай»; 1922, с. Дубівці, Галицький район, Івано-Франківська область — 30 вересня 1949, с. Тумир, Галицький район, Івано-Франківська область) — командир сотні УПА «Сірі» ТВ-22 «Чорний ліс», лицар Бронзового хреста бойової заслуги УПА.

## Життєпис
Член Юнацтва ОУН із 1940 р. В УНС з липня 1943 р. Стрілець вишкільного куреня УНС «Чорні чорти» ім. Є. Коновальця (23.07.1943-11.1943). 
Командир рою сотні УНС «Змії» (11.1943-1944), командир чоти (1944-04.1945), а відтак командир сотні «Сірі» куреня «Дзвони» ТВ-22 «Чорний ліс» (04.1945-1947). 
Восени 1947 р. після розформування відділів УПА перейшов в лави збройного підпілля ОУН. Керівник Жовтневого (Єзупільського) районного проводу ОУН (1947-09.1949). 
Загинув у сутичці з опергрупою відділу 2-Н УМДБ. 
Старший булавний (10.10.1945), поручник (22.01.1946) УПА

## Нагороди
- Згідно з Наказом крайового військового штабу УПА-Захід ч. 18 від 1.03.1946 р. старший булавний УПА Михайло Коржак — «Сапер» нагороджений Бронзовим хрестом бойової заслуги УПА.

## Вшанування пам'яті
- 1.12.2017 р. від імені Координаційної ради з вшанування пам'яті нагороджених Лицарів ОУН і УПА у м. Галич Івано-Франківської обл. Бронзовий хрест бойової заслуги УПА (№ 035) переданий Ганні Легінь, племінниці Михайла Коржака — «Сапера».